# Любимов, Роман Юрьевич
Роман Юрьевич Любимов (род. 1 июня 1992 или 6 января 1992, Тверь) — российский хоккеист, нападающий.

## Клубная карьера
Карьеру начал в 1996 году в Твери, первый тренер Максим Александрович Чернаков. Любимов начал свою профессиональную карьеру в 2009 году в составе московского клуба Молодёжной хоккейной лиги «Красная армия», выступая до этого за фарм-клуб ЦСКА. В своём дебютном сезоне провёл на площадке 43 матча, набрав 27 (15+12) очков. В следующем сезоне Любимов, будучи капитаном команды, привёл «Красную армию» к победе в финале Кубка Харламова, набрав 56 (29+27) очков в 65 проведённых матчах. 3 октября 2010 года в матче против астанинского «Барыса» дебютировал в Континентальной хоккейной лиге. Всего в своём первом сезоне в КХЛ Любимов провёл семь матчей, не набрав ни одного очка.
Сезон 2011/12 Любимов начал в МХЛ, став также капитаном сборной Запада на матче за Кубок Вызова, после чего вновь был вызван в ЦСКА. 23 октября 2011 года в матче против попрадского «Льва» набрал своё первое очко в лиге, сделав голевую передачу.
11 июля 2016 года заключил однолетний контракт новичка с клубом НХЛ «Филадельфия Флайерз». Его дебют состоялся 18 октября в матче против «Чикаго». Первую шайбу в НХЛ забросил 2 ноября в своём восьмом матче против «Детройт Ред Уингз», закончившегося победой «Флайерз» в овертайме со счётом 4:3. В 11 матчах на его счету была одна шайба и коэффициент полезности «-1». В среднем за игру проводил на льду 9 минут и 14 секунд. 9 ноября 2016 года был отправлен в «Лихай Вэлли» — фарм-клуб «Флайерс» в АХЛ, однако уже через день снова вызван в основной состав. В результате сыграл всего 47 матчей, практически не играя в конце чемпионата. 3 июля 2017 года вернулся в Россию, подписав трёхлетний контракт со своей бывшей командой ЦСКА. В августе 2018 года заключил контракт с магнитогорским «Металлургом». В сезоне 2019/20 нападающий появился на площадке в 61 встрече, но забросил всего шесть шайб и отдал четыре передачи. 1 мая 2020 года покинул «Металлург».
9 мая 2020 года перешёл в московский «Спартак», подписав контракт до 30 апреля 2021 года. 15 октября 2020 года клуб поместил Любимова в список отказов, в сезоне 2020/21 28-летний нападающий принял участие в 13 матчах регулярного чемпионата КХЛ, в которых забросил одну шайбу и сделал одну результативную передачу при показателе полезности «-12». 16 декабря 2020 года «Спартак» и Любимов достигли договорённости о расторжении контракта. 18 декабря 2020 года подписал контракт с «Ак Барсом» до конца сезона 2020/21. 17 мая 2021 года продлил контракт с клубом до 30 апреля 2022 года, однако 27 августа 2021 года расторг контракт по взаимному согласию.
28 сентября 2021 года заключил пробный контракт «Амуром», а 12 октября 2021 года заключил полноценный контракт, подписав контракт до конца сезона 2021/22. 31 марта 2022 года расторг контракт с клубом. Всего за «Амур» провёл 30 матчей и набрал девять (3+6) очков. 4 апреля 2022 года вернулся в московский «Спартак», подписав двусторонний контракт на один год. В сезоне 2022/23 в КХЛ набрал три (2+1) очка в 43 матчах, а в ВХЛ набрал два (1+1) очка в 11 матчах. По окончании сезона покинул клуб.

## Карьера в сборной
В составе сборной России Любимов принимал участие в юниорском чемпионате мира 2010 года, на котором он вместе с командой занял четвёртое место, набрав одно (0+1) очко в семи проведённых матчах. В феврале 2016 года впервые вызван в национальную сборную России для участия в чешском этапе Еврохоккейтура.

## Достижения
- Обладатель Кубка Харламова: 2011
- Участник Кубка Вызова: 2012
- Чемпион России в сезоне: 2014/15
- Победитель Sochi Hockey Open: 2017

## Личная жизнь
Жена Екатерина. Дочь Александра и сын Артемий.

## Статистика
| Легенда | Легенда                    | Легенда | Легенда                   | Легенда | Легенда    |
| ------- | -------------------------- | ------- | ------------------------- | ------- | ---------- |
| И       | Количество проведённых игр | Штр     | Штрафное время            | +/−     | Плюс-минус |
| Г       | Голы                       | П       | Голевые передачи          | О       | Очки       |
| -       | Статистика неизвестна      | —       | Статистика не учитывалась |         |            |